# 府内町
府内町（ふないまち）は、大分県大分市の町名。現行行政地名は府内町一丁目から府内町三丁目。住居表示実施済区域。

## 地理
大分市中心部にあたり、大分市を代表する商業地区である。北を国道197号（昭和通り）、東を大手通り（遊歩公園）、南を国道10号、西を中央通り（大分市道中央通り線）に囲まれた地区で、北で荷揚町、東で大手町、南で金池町、西で中央町に接する。地区内は、南から北に1-3丁目に分かれる。
地区の西側の中央通り沿いを中心に商業施設が集積しており、府内五番街商店街が地区を東西に貫いている。一方、東の大手通り側には、大分県大分総合庁舎やコンパルホール等の官公庁や公共施設が立地している。また、地区の北部には、大分中央郵便局、NTT西日本大分支店、大分銀行本店、大分合同新聞本社等の主要企業の本支店が多い。

## 歴史
府内町という地名は、大分市中心部の江戸時代までの旧称である府内に因むものである。
行政地名としては昭和38年に従前の大字大分の一部(通称で天神町・南新地・荷揚町南・中央町の一部・金池町の一部)から成立。

## 世帯数と人口
2022年（令和4年）3月31日現在（大分市発表）の世帯数と人口は以下の通りである。
| 丁目         | 世帯数  | 人口  |
| ------------ | ------- | ----- |
| 府内町一丁目 | 210世帯 | 321人 |
| 府内町二丁目 | 104世帯 | 171人 |
| 府内町三丁目 | 148世帯 | 243人 |
| 計           | 462世帯 | 735人 |

### 人口の変遷
国勢調査による人口の推移。
| 1995年（平成7年）  | 797人 | [ 5 ]  |  |
| 2000年（平成12年） | 713人 | [ 6 ]  |  |
| 2005年（平成17年） | 745人 | [ 7 ]  |  |
| 2010年（平成22年） | 831人 | [ 8 ]  |  |
| 2015年（平成27年） | 850人 | [ 9 ]  |  |
| 2020年（令和2年）  | 754人 | [ 10 ] |  |

### 世帯数の変遷
国勢調査による世帯数の推移。
| 1995年（平成7年）  | 418世帯 | [ 5 ]  |  |
| 2000年（平成12年） | 369世帯 | [ 6 ]  |  |
| 2005年（平成17年） | 398世帯 | [ 7 ]  |  |
| 2010年（平成22年） | 472世帯 | [ 8 ]  |  |
| 2015年（平成27年） | 505世帯 | [ 9 ]  |  |
| 2020年（令和2年）  | 453世帯 | [ 10 ] |  |

## 学区
市立小・中学校に通う場合、学区は以下の通りとなる（2022年4月時点）。
| 丁目         | 番地 | 小学校             | 中学校                 |
| ------------ | ---- | ------------------ | ---------------------- |
| 府内町一丁目 | 全域 | 大分市立金池小学校 | 大分市立上野ヶ丘中学校 |
| 府内町二丁目 | 全域 | 大分市立碩田学園   | 大分市立碩田学園       |
| 府内町三丁目 | 全域 | 大分市立碩田学園   | 大分市立碩田学園       |

## 事業所
2016年（平成28年）現在の経済センサス調査による事業所数と従業員数は以下の通りである。
| 丁目         | 事業所数  | 従業員数 |
| ------------ | --------- | -------- |
| 府内町一丁目 | 230事業所 | 1,237人  |
| 府内町二丁目 | 208事業所 | 1,977人  |
| 府内町三丁目 | 198事業所 | 2,942人  |
| 計           | 636事業所 | 6,156人  |

## 交通

### 道路
- 国道197号

## 施設
公共機関等
- 大分県庁舎別館（旧大分総合庁舎）
- コンパルホール
- 大分中央郵便局
- NTT西日本大分支店

金融機関
- 大分銀行本店
- 大分銀行赤レンガ館

マスメディア
- 大分合同新聞本社
- エフエム大分本社

商業施設
- トキハ本店・トキハ会館
- 府内五番街商店街
- サンサン通り
  - 菊家総本店
- ポルトソール商店街
  - 大分センチュリーホテル

公園・広場
- 大手公園
- ふないアクアパーク（旧若竹公園）

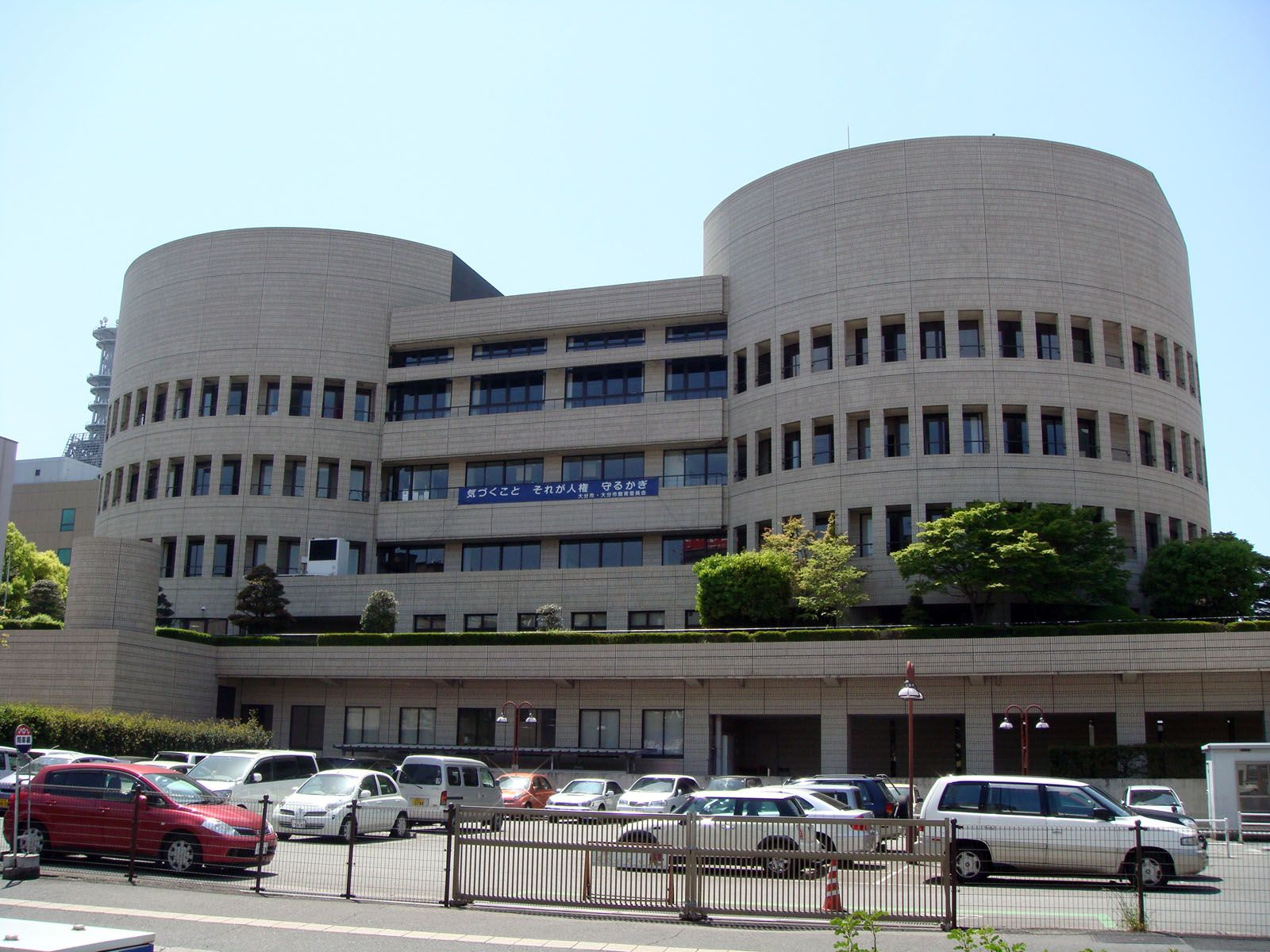
コンパルホール

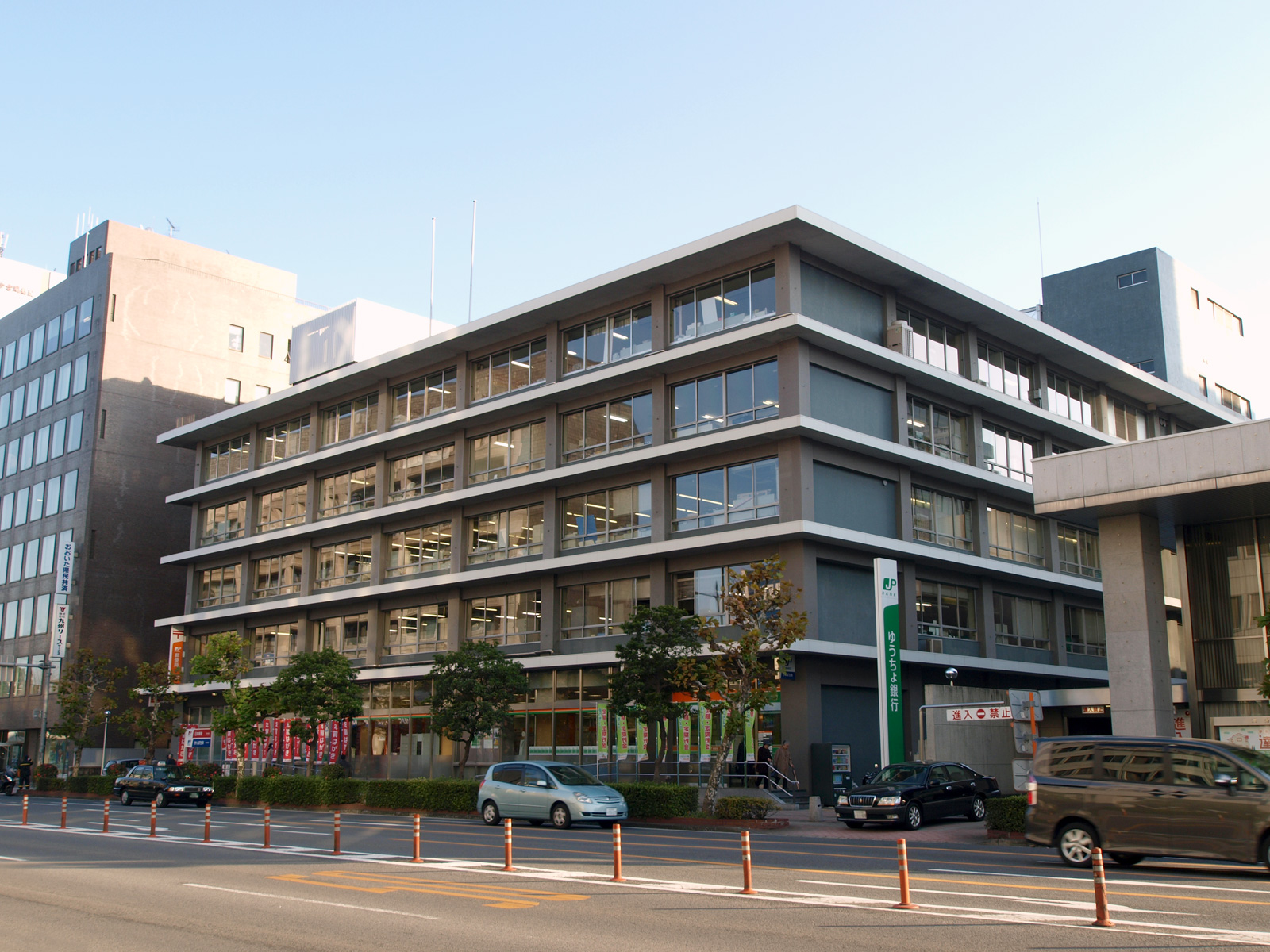
大分中央郵便局

- トヨタカローラ大分祝祭の広場 - 大分パルコ（2012年7月6日閉店）跡地に整備された広場。

## その他

### 日本郵便
- 郵便番号 : 870-0021[2]（集配局 : 大分中央郵便局[13]）。